# Fale materii
Fale materii, fale de Broglie’a, przez autora nazwane początkowo falami fazy (l’onde de phase) – alternatywny w stosunku do klasycznego (czyli korpuskularnego) sposób opisu obiektów materialnych. Według hipotezy de Broglie’a dualizmu korpuskularno-falowego każdy obiekt materialny może być opisywany jednocześnie jako zbiór cząstek i jako fala. Obserwuje się efekty potwierdzające falową naturę materii w postaci dyfrakcji cząstek elementarnych, a nawet całych jąder atomowych.
Wzór pozwalający wyznaczyć długość fali materii dla cząstki o określonym pędzie ma postać:
{\displaystyle \lambda ={\frac {h}{mv}},}
gdzie:
{\displaystyle \lambda } – długość fali cząstki,
{\displaystyle h} – stała Plancka,
{\displaystyle mv=p} – pęd cząstki.
Korpuskularno-falowa natura materii jest jednym z głównych aspektów mechaniki kwantowej: każdy obiekt materialny może przejawiać naturę falową, co oznacza, że może podlegać zjawiskom dyfrakcji i interferencji.
Stosunkowo łatwo jest zaobserwować efekty falowe w przypadku cząstek lekkich, np. elektronów (małe obiekty przejawiają właściwości falowe). Dyfrakcję i interferencję fal elektronów wykorzystuje się w elektronografii i dyfrakcji elektronów niskiej energii.
Dzięki temu, że długość fali materii dla elektronu jest bardzo mała w porównaniu z długością fali światła, elektrony doskonale nadają się do obserwacji małych obiektów. Zostało to wykorzystane m.in. do budowy mikroskopu elektronowego, który ma wielokrotnie wyższą rozdzielczość od mikroskopu optycznego.
Powyższe rozważania dotyczą ruchu swobodnego cząstek (którym odpowiadałyby fale płaskie). W realnych przypadkach cząstce należy przypisać pewną grupę fal materii, tzw. paczkę falową. Pełniejszy i ściślejszy obraz falowego aspektu materii daje mechanika kwantowa nazywana czasem mechaniką falową, gdzie mówi się o falach prawdopodobieństwa zamiast o falach materii.

## Przykład dla obiektu makroskopowego
Obiekty makroskopowe też można traktować jak falę materii, ale długość takiej fali jest tak mała, że staje się niemierzalna. Mówi się, że obiekty makroskopowe nie ujawniają swoich własności falowych. Na przykład można obliczyć, że dla człowieka o masie 50 kg poruszającego się z prędkością 10 km/h długość fali materii równa jest
{\displaystyle \lambda =4{,}77\cdot 10^{-36}\operatorname {m} .}
Wartość ta jest tak mała, że nie sposób wykryć falowych własności człowieka.

## Historia odkrycia

### Hipoteza de Broglie’a
Pomysł opisu cząstek za pomocą fal pochodzi od Louisa de Broglie’a, który w 1924 roku uogólnił teorię fotonową efektu fotoelektrycznego. W tym czasie wiedziano już, że na potrzeby opisu niektórych zjawisk fizycznych każdą falę elektromagnetyczną można traktować jako strumień cząstek – fotonów. Fotonom, mimo że nie mają masy, można przypisać pęd:
{\displaystyle p={\frac {h}{\lambda }},}
gdzie {\displaystyle \lambda } – długość fali fotonu.
Propozycja De Broglie’a polegała na odwróceniu rozumowania – aby każdej cząstce o różnym od zera pędzie przypisać falę, o określonej długości i częstotliwości. Zgodnie z tym, de Broglie zaproponował odwrócenie zależności między pędem a długością fali, znanej dla fotonu, tak aby długość fali była wyrażona przez pęd cząstki.
Hipoteza ta nie miała żadnych podstaw doświadczalnych i była czysto logiczną spekulacją.

### Potwierdzenie doświadczalne

Pokaz fal materii w eksperymencie z interferencją elektronów.

Mniej więcej w tym samym czasie, gdy de Broglie opublikował swoją koncepcję, Clinton Joseph Davisson i Lester Germer w USA badali zjawisko rozpraszania elektronów w Bell Labs. W 1926 r. Walter M. Elsasser, analizując wyniki ich badań, zaproponował takie dobranie parametrów eksperymentu, aby można było sprawdzić słuszność hipotezy de Broglie’a. Doświadczenie zostało przeprowadzone w roku 1927. Davisson i Germer jako pierwsi zaobserwowali wówczas dyfrakcję elektronów na krysztale niklu. Wyniki te potwierdził później George P. Thomson w Szkocji, za co w roku 1937 otrzymał wraz z Davissonem nagrodę Nobla w dziedzinie fizyki.